# Vincent Linthorst
Vincent Linthorst is een Nederlands acteur. Hij is een van de vaste spelers van het Nationale Toneel en heeft in diverse televisieseries gespeeld. Linthorst studeerde in 1998 af aan de Toneelacademie in Maastricht waarna hij bij Het Zuidelijk Toneel ging spelen. Sinds enkele jaren is hij vast verbonden aan het Nationale Toneel.
In 2023 speelt Linthorst in Augustus: Oklahoma, van Toneelgroep Maastricht.

## Filmografie

### Film
- Met mes (2022) – Christiaan

### Televisieseries
- Medisch Centrum West (2024) – Hans
- Het jaar van Fortuyn (2022) – Robert Jensen
- Stanley H. (televisieserie) (2019) – Dick Beumer
- De Zaak Menten (2016) – Henk Demeester
- Heer & Meester (2014) – Rupert van Alphen
- Van God Los (2012) – ijzerhandelaar
- Deadline (2010) – Lucas
- Bernhard, schavuit van Oranje (2010) – Prins Willem-Alexander
- Keyzer & De Boer Advocaten (2008) – Bernd van Campen